# Pocahontas (film 1995)
Pocahontas è un film d'animazione del 1995 diretto da Mike Gabriel e Eric Goldberg, prodotto da Walt Disney Animation Studios. È considerato il 33º Classico Disney secondo il canone ufficiale. 
Sesto film uscito durante il Rinascimento Disney, il film trae spunto dalle vicende reali di Pocahontas, indigena powhatan della Virginia, che nel 1607 salvò la vita al colono John Smith di Jamestown. Ciò lo rende il primo e finora l'unico lungometraggio d'animazione Disney ispirato ad una vicenda storica.
Nonostante il successo al botteghino, il film venne accolto con critiche contrastanti: alcuni apprezzarono l'animazione, la colonna sonora e lo sforzo degli sceneggiatori di portare sul grande schermo una storia più matura rispetto al precedente canone disneyano, mentre altri criticarono la trama irregolare e gli stereotipi etnici presenti nel film. Malgrado tali pareri, vinse due Premi Oscar come miglior colonna sonora e miglior canzone (Colors of the Wind, composta da Alan Menken e Stephen Schwartz ed eseguita da Vanessa Williams), battendo in tale cerimonia l'altro film Disney del 1995 candidato in tali categorie, Toy Story.

## Trama
Nel 1607 una spedizione inglese parte per il Nuovo Mondo, alla volta di quella che diventerà la colonia della Virginia. A capo della spedizione c'è il governatore Ratcliffe, un arrampicatore sociale per cui la spedizione rappresenta l'ultima opportunità di acquistare credito e fama a corte. Tra i suoi uomini c'è il capitano John Smith, un avventuriero assunto con la funzione di tenere a bada gli eventuali indigeni.
Nel frattempo, nei dintorni del futuro luogo di approdo della spedizione nel nuovo mondo, il nativo americano Powhatan, capo della tribù algonchina dei Powhatan, ritorna nel suo villaggio dopo una guerra vinta contro la tribù rivale dei Massawomek. Powhatan riabbraccia la figlia, Pocahontas, dandole la notizia che Kocoum, il guerriero della tribù che più si è distinto nelle ultime battaglie, ha chiesto la sua mano. La ragazza però è dubbiosa al riguardo, perché non crede che sposare Kocoum sia il suo destino; fa quindi visita a Nonna Salice, un salice parlante, che la avvisa dell'imminente arrivo degli inglesi.
Con l'arrivo dei coloni inglesi nelle prossimità del villaggio dei Powhatan, si sviluppano due storie parallele: da una parte i conflitti tra i coloni e gli indiani, dall'altra la storia d'amore che nasce tra Pocahontas e John Smith. Quando John dice a Pocahontas che lui e i suoi uomini sono qui per trovare l'oro, lei gli dice che non ce n'è. Pocahontas presenta John Smith a Nonna Salice, ed evita che altri membri dell'equipaggio lo cerchino, ma la migliore amica di Pocahontas, Nakoma, scopre la sua relazione con John e avverte Kocoum. Allo stesso modo, anche Ratcliffe apprende degli incontri di John Smith con Pocahontas. Infuriato, Ratcliffe rimprovera Smith e lo avverte con rabbia che non deve risparmiare i nativi che incontra, bensì ucciderli, altrimenti verrà condannato all'impiccagione per alto tradimento.
Mentre John Smith e Pocahontas si baciano per la prima volta, vengono scoperti da Kocoum, il quale, capendo che non verrà mai ricambiato da Pocahontas, folle di gelosia si scaglia contro John. Interviene Thomas, un compagno di John, che imbraccia il fucile e uccide Kocoum colpendolo al torace. Lo sparo richiama l'attenzione degli indiani, che accorrono e imprigionano Smith. Powhatan lo condanna a morte per l'omicidio di Kocoum, mentre Thomas corre a dare l’allarme all’accampamento inglese.
Ratcliffe apprende l'accaduto; a questo punto, spinge ai suoi uomini ad una guerra contro i pellerossa per salvare Smith, con l'intenzione di invadere il villaggio e impossessarsi dell'oro che egli crede nascosto dai nativi. Poco prima che Powathan esegua la condanna a morte di Smith al cospetto degli schieramenti contrapposti degli indiani e dei coloni intanto sopraggiunti, interviene Pocahontas, che si getta su John Smith. La ragazza cerca di spiegare al padre di come la via dell'odio non avrebbe altro risultato che la distruzione della sua gente. Powathan riconosce la saggezza nelle parole della figlia, e così risparmia la vita a John Smith.
I coloni e i pellerossa abbassano le armi. Ratcliffe ordina ai suoi uomini di sparare agli indiani, ma i coloni ribattono che i pellerossa hanno risparmiato la vita a Smith, il che dimostra che non vogliono combattere. Deciso a innescare lo scontro a tutti i costi, il furibondo Ratcliffe strappa il fucile a uno dei coloni e tenta di sparare a Powathan, ma finisce per colpire John Smith, che a sua volta si è gettato sul capo tribù per salvarlo. In un impeto di indignazione, i coloni arrestano l'avido e disonesto governatore per aver ferito il capitano John e lo trascinano incatenato e imbavagliato verso la nave. Ben presto si scopre che la ferita di John è grave al punto da non poter essere curata sul posto e di richiederne il ritorno a Londra, pena la sua stessa vita. Pocahontas vorrebbe seguirlo, ma sa che il suo posto è con il proprio popolo e perciò lo lascia andare, con la promessa di rivedersi un giorno. Mentre Pocahontas, dall'alto di una rupe, saluta John, quest'ultimo risponde al saluto e si allontana con la nave verso l'orizzonte.

## Personaggi
- Pocahontas: è la principessa nativa americana, figlia del capo tribù e protagonista femminile del film. Ha lunghi capelli neri e indossa un vestito di pelle di camoscio. È una ragazza avventurosa, coraggiosa e indipendente, ma molto dolce e saggia. Ama gli animali e la foresta. Il suo unico desiderio è trovare la sua strada. Durante il film si innamorerà di John Smith.
- John Smith: è il protagonista maschile del film: è un marinaio avventuriero che si unisce alla Virginia Company con il ruolo di esploratore. È un uomo coraggioso e altruista ma, come tutti gli altri coloni, inizialmente considera i nativi americani dei selvaggi da civilizzare o, se necessario, eliminare. Si innamorerà di Pocahontas, che gli mostrerà la bellezza della natura e del suo stile di vita.
- Governatore John Ratcliffe: antagonista principale della storia. È un governatore britannico malvisto nella corte reale per la sua fama di arrampicatore sociale. Designato capo della Virginia Company, è un uomo corpulento, astuto e carismatico, ma allo stesso tempo subdolo, irascibile, rozzo, egoista, malvagio, crudele, maleducato e pronto a tutto pur di soddisfare le sue ambizioni. Vuole insediarsi nella terra degli aborigeni americani con lo scopo di prenderne l'oro, che è convinto sia presente nel sottosuolo di tutto il nuovo mondo (senza però sapere che non ce n'è). Verso la fine, anziché accettare la pace, tenterà di uccidere Powhatan sparandogli col fucile, ma il tentativo sarà neutralizzato da Smith messosi in mezzo per proteggerlo rimanendo ferito dallo sparo. Questo errore si rivela la sua rovina, perché Thomas con il resto dell'equipaggio gli si rivolterà contro arrestandolo per tradimento e sarà riportato in Inghilterra in maniera umiliante.
- Capo Powhathan: è il padre di Pocahontas e il capo della tribù algonchina. È buono, saggio, onesto, coraggioso e comprensivo, vuole molto bene alla sua tribù e in particolar modo a sua figlia, sebbene a volte sia severo con lei.
- Nonna Salice: è un vecchio salice posto sopra un lago. Rappresenta la comunione dei nativi con la natura. Saggia e gentile, vuole molto bene a Pocahontas, e perciò cerca sempre di darle consigli per andare avanti con la sua vita nel migliore dei modi.
- Thomas: è il migliore amico di John Smith, nonché il membro più giovane della Virginia Company. Dopo aver scoperto che John si è innamorato di Pocahontas rimane colpito e stupefatto da ciò, ma quando Kocoum, impazzito dalla gelosia attacca John per ucciderlo Thomas interviene sparando all'indiano per difendere John ma finendo col far finire l'amico nei guai perché poco dopo John viene catturato dagli indiani, accusato ingiustamente del delitto e viene condannato a essere giustiziato il mattino seguente. Dopo l’arresto di Smith, corre ad avvertire Ratcliffe della cattura. Quando poi il governatore intende uccidere Powhathan, incita i suoi compagni a ribellarsi. Pocahontas alla fine lo perdonerà capendo che aveva ucciso Kocoum soltanto perché voleva solo difendere John da morte sicura e lo saluterà insieme a John con il resto dei membri della Virginia Company.
- Ben e Lon: sono due membri della Virginia Company, amici di John Smith e Thomas. Entrambi non provano simpatia per Ratcliffe ma per fare fortuna in Virginia decidono di seguire i suoi ordini e trovare l'oro per arricchire le loro famiglie. Amanti del combattimento contro gli indiani fantasticano sempre di potersi misurare con loro quando si presenta l'occasione. Quando Thomas riferisce che John è stato fatto prigioniero dagli indiani e rischia di essere ucciso il mattino seguente Ben e Lon sono i primi a voler intervenire in suo soccorso insieme al resto dell'equipaggio e non esiteranno a seguire Ratcliffe per attaccare gli indiani per salvare la vita a John. Quando Pocahontas convince il padre a risparmiare la vita a John e abbandonare le ostilità con i coloni decidono anche loro insieme a Thomas di non combattere. Ma dopo che Ratcliffe spara involontariamente a John, Ben e Lon con Thomas e il resto dell'equipaggio si rivoltano contro Ratcliffe arrestandolo per tradimento incatenandolo e imbavagliandolo. Ben e Lon saluteranno John Smith quando questi torna in Inghilterra per curarsi dalla ferita.
- Wiggins: è il domestico sempliciotto e poco sveglio di Ratcliffe.
- Meeko: è un procione vorace, scaltro e malandrino. È uno dei migliori amici di Pocahontas e di John Smith.
- Flit: è un colibrì dal carattere diffidente che dimostrerà di avere poca simpatia per John, perché non gli piacciono gli estranei. Alla fine tuttavia si affezionerà a lui.
- Perlin: è il cane di Ratcliffe di razza carlino, viziato ed amante del lusso. Viene sempre imbrogliato da Meeko, con il quale però alla fine stringe amicizia e rimane a vivere con lui, Flit e Pocahontas.
- Kekata: è l'anziano saggio del villaggio e amico di Powhathan.
- Kocoum: è il promesso sposo di Pocahontas, nonché il guerriero più valoroso del villaggio. Vuole sposare Pocahontas e ne chiede la mano al padre, che accetta, ma senza conquistare la figlia, che lo considera troppo serio. Quando vede Pocahontas baciarsi con John, impazzito dalla gelosia si avventa su quest'ultimo e viene ucciso da Thomas con un colpo di fucile, avvenimento che provocherà la cattura e la condanna a morte dello stesso John, accusato del delitto.
- Nakoma: è la migliore amica di Pocahontas. Tranquilla e ingenua, vuole molto bene a Pocahontas. Temendo per lei, rivela a Kocoum che l'amica e John si frequentano.

## Produzione
Parte della produzione si è svolta in concomitanza con la produzione de Il re leone. Jeffrey Katzenberg lo considerò un progetto ancora più prestigioso di quello de Il Re Leone e dette per scontata la candidatura all'Oscar al miglior film, seguendo le orme de La bella e la bestia.
A causa della difficoltà nell'animazione, la produzione del film durò per circa cinque anni. Per dare maggiore autenticità all'opera furono assunti molti nativi americani. Molti membri del team creativo ebbero anche contatti con degli sciamani in studio per immedesimarsi nei personaggi.
John Candy aveva lavorato ad un personaggio chiamato "Redfeather", un tacchino che avrebbe fatto parte del gruppo di animali amici di Pocahontas. Candy avrebbe anche dovuto doppiare il personaggio. A causa della sua morte nel 1994, il personaggio venne eliminato dal film.
Nella prima stesura dello script, il personaggio di "Nonna Salice" era sostituito da un personaggio maschile, ovvero lo spirito del fiume, chiamato in originale "Old Man River". La canzone Just Around the Riverbend venne scritta apposta per questo personaggio, che doveva essere doppiato da Gregory Peck. Peck rifiutò e consigliò agli sceneggiatori di sostituire "Old Man River" con un personaggio femminile. Da ciò nacque l'idea di creare il personaggio di "Nonna Salice".
Howard Ashman avrebbe dovuto comporre le canzoni di Pocahontas, ma morì nel 1991. I colori del vento fu la prima canzone composta dalla produzione.
Sean Bean in un primo momento venne considerato per impersonare la voce di John Smith, ma venne scartato poiché i produttori volevano un attore molto famoso in America. Fu così scelto Mel Gibson, all'epoca alla sua prima esperienza di doppiaggio. Anche per dare la voce del Governatore Ratcliffe venne considerato in un primo momento l'attore Richard White, ma i produttori lo scartarono in quanto pensarono che gli spettatori avrebbero associato la sua voce al personaggio di Gaston, che White aveva doppiato ne La bella e la bestia. Anche Rupert Everett, Stephen Fry e Patrick Stewart furono avvicinati per il ruolo, ma alla fine fu scelto David Ogden Stiers.
Fra i doppiatori principali, Mel Gibson nel ruolo del capitano John Smith, Irene Bedard in quello della protagonista Pocahontas, Christian Bale e David Ogden Stiers, nei ruoli rispettivamente di Thomas e dell'infido Governatore Ratcliffe.
Nel 2005, in occasione del decimo anniversario dall'uscita del film, la Disney ne distribuì un'edizione home video, disponibile solo per alcuni mercati dai quali l'Italia fu esclusa, nella quale venne ripristinata una sequenza inedita, dove Pocahontas e John Smith eseguivano la canzone If I Never Knew You. La canzone, originariamente animata al 90%, fu tagliata su suggerimento del suo stesso compositore Alan Menken, ritenendo che rallentasse il ritmo del film. Sebbene fosse stata eliminata dalla versione cinematografica, la canzone era stata comunque inserita in accompagnamento dei titoli di coda, in una versione pop e con alcune strofe differenti, eseguita nell'originale da Jon Secada e Shanice, mentre in Italia, con il titolo Se tu non ci fossi, dal duo composto da Massimo Di Cataldo e Emanuela Cortesi.

## Distribuzione

### Data di uscita
Il film fu proiettato in prima assoluta il 16 giugno 1995 a New York. Uscì nelle sale statunitensi il 23 giugno. Il 24 novembre dello stesso anno uscì nelle sale italiane.

### Edizioni Home video

#### VHS
La videocassetta del film fu distribuita in Italia dal 2 ottobre 1996.

### Edizione italiana
Il doppiaggio italiano è stato eseguito negli studi della Fono Roma con la partecipazione della SEFIT-CDC e diretto da Francesco Vairano, che ha curato anche l'adattamento dei dialoghi. La direzione musicale e i testi italiani delle canzoni furono affidati a Fabrizio Cardosa e Michele Centonze.
I cori dei marinai e degli indiani sono stati eseguiti dal Kammerton Vocal Ensemble, composto da Alessandro Contini, Stefania Del Prete, Tonino di Carlo, Marica Liguori, Antonella Marotta, Luciano Martusciello, Maurizio Scavone, Roberto Stafoggia, Paola Serafino, Marco Trevisanello, James Varah e Furio Zanasi.

## Accoglienza

### Incassi
Il film ha incassato 2,7 milioni di dollari durante il suo primo fine settimana, posizionandosi all'ottavo posto nella classifica al botteghino.
Nel gennaio 1996, il film ha incassato 141,5 milioni di dollari negli Stati Uniti, essendo il quarto film con il maggior incasso in Nord America del 1995, dietro Apollo 13, Toy Story e Batman Forever. All'estero, il film avrebbe incassato 225 milioni di dollari, anche se gli incassi al botteghino all'estero alla fine ammontavano a 204,5 milioni di dollari. Cumulativamente, Pocahontas ha incassato 346,1 milioni di dollari in tutto il mondo. Sebbene all'epoca fosse vista come una delusione commerciale al botteghino rispetto a Il re leone, nel gennaio 1996, l'allora CEO della Disney Michael Eisner contestò in un'assemblea annuale degli azionisti che "Pocahontas è sulla buona strada per essere uno dei nostri film di maggior successo di tutti i tempi. Ha eguagliato i numeri al botteghino di La bella e la bestia a livello nazionale, e ora ha conquistato l'Europa e sta andando bene in tutti i paesi in cui viene mostrato. Le vendite del merchandising di Pocahontas sono state fenomenali."

### Critica
Pocahontas ha ricevuto recensioni generalmente contrastanti da critici cinematografici. Il sito web di aggregazione delle recensioni Rotten Tomatoes il film ha una percentuale di gradimento del 53% basata su 58 recensioni, con un punteggio medio di 6/10. Il consenso del sito afferma "Pocahontas ha buone intenzioni e ha momenti di sorprendente bellezza, ma è in gran parte uno sforzo blando e senza ispirazione, con una trama irregolare e una sfortunata mancanza di divertimento". Metacritic, che assegna un punteggio normalizzato su 100 dalle migliori recensioni dei critici tradizionali, ha calcolato un punteggio di 58 sulla base di 23 recensioni, indicando "recensioni contrastanti o medie". Il Morandini lo definì "il film Disney più fiacco degli anni '90".
Roger Ebert, sul Chicago Sun-Times, diede al film 3 stelle su 4, definendolo "il più bel film Disney contemporaneo, e uno di quelli che fanno riflettere di più", anche se nella sua recensione criticò di più la storia e lo sviluppo del cattivo, arrivando a dire: "In una lista con La sirenetta, La bella e la bestia, Aladdin e Il re leone, lo piazzerei al quinto posto. Il film ha molte buone intenzioni, ma non v'è un vero farabutto." Nel programma televisivo Siskel & Ebert, confermò la sua opinione, mentre Gene Siskel lodò il film più del suo collega. Entrambi i critici diedero al film un "pollice in su". Sul Chicago Tribune, Siskel diede al film 3½ su 4, definendolo "un film Disney sul diritto americano a sfruttare e al razzismo sorprendentemente serio, riflessivo e ben disegnato". Lo apprezzò per "l’invio potenti immagini sulla minaccia all’ordine naturale ai bambini", la restituzione "di una certa maestà della cultura nativa", e per "il coraggio di lasciare un finale a la vita continua."
Il film è stato aspramente criticato da Roy "Cavallo Pazzo", capo indiano della comunità Powhatan, confutando molti aspetti del film tra cui il fatto che Smith fosse stato salvato da Pocahontas, e la condanna a morte stessa del soldato. Roy dichiarò che la Disney rifiutò l'aiuto offerto dalla comunità indiana per rendere il film più accurato dal punto di vista storico. Secondo alcuni critici il film presenta molti stereotipi sui nativi americani e la vittoria di Smith su Kokoum rappresenta la vittoria dell'Occidente sull'Oriente e il dominio dell'uomo bianco; inoltre la canzone Barbari ha ricevuto molte critiche poiché ritenuta eccessivamente razzista.

## Riconoscimenti
- 1996 – Premio Oscar
  - Miglior colonna sonora a Alan Menken e Stephen Schwartz
  - Miglior canzone (Colors Of The Wind) a Alan Menken e Stephen Schwartz
- 1996 – Golden Globe
  - Miglior canzone (Colors of the Wind) a Alan Menken e Stephen Schwartz
  - Nomination Miglior colonna sonora a Alan Menken
- 1995 – Annie Award
  - Miglior film d'animazione
  - Miglior scenografia in un film d'animazione a Michael Giaimo
  - Miglior colonna sonora in un film d'animazione a Alan Menken e Stephen Schwartz
  - Miglior animazione di un personaggio in un film d'animazione (Meeko) a Nik Ranieri
  - Candidatura Miglior scenografia in un film d'animazione a Rasoul Azadani
  - Candidatura Miglior animazione di un personaggio in un film d'animazione (Nonna Salice) a Chris Buck
  - Candidatura Miglior animazione di un personaggio in un film d'animazione (Flit) a David Pruiksma
- 1996 – ASCAP Award
  - Film al top del Box Office a Stephen Schwartz
  - Miglior recitazione canora in un lungometraggio (Colors of the Wind) a Stephen Schwartz e Alan Menken
- 1996 – BMI Film & TV Award
  - BMI Film Music Award a Alan Menken
- 1996 – Artios Award
  - Miglior casting nel doppiaggio di un'opera d'animazione a Brian Chavanne e Ruth Lambert
- 1996 - 'Environmental Media Award
  - Film caratteristico
- 1996 – Grammy Award
  - Miglior canzone scritta per il cinema o la televisione (Colors of the Wind) a Stephen Schwartz e Alan Menken
- 1996 – Golden Reel Award
  - Miglior montaggio sonoro in un film d'animazione o musicale
- 1996 – Young Artist Award
  - Candidatura Miglior film commedia o musicale per famiglie

## Sequel
Nel 1998 è stato realizzato un seguito, Pocahontas II - Viaggio nel nuovo mondo, prodotto esclusivamente per la distribuzione VHS, che tuttavia non ottenne lo stesso successo del suo predecessore.